# Fasciculus uncinatus
Als Fasciculus uncinatus (von lat. „uncinus“ – Haken) bezeichnet man ein kompaktes Nervenfaserbündel, das Teile des Temporallappens mit Teilen des präfrontalen Cortex (orbitale Rinde des Frontallappens) verbindet. Diese Nervenfasern sind bei der auditiven Sprachverarbeitung besonders aktiv (ventraler Verarbeitungspfad; semantisches Langzeitgedächtnis). Sie stehen auch in enger Verbindung mit dem Abruf von Gedächtnisinhalten aus dem episodischen Langzeitgedächtnis.
Auch im Kleinhirn gibt es einen Fasciculus uncinatus; er ist Teil der Commissura cerebelli.